# Гимирра
Народ гимирра принадлежит группе кушитов на юго-западе Эфиопии. Близки этнической общности маджи, живущей в горах. Численность составляет 190 тыс. человек. Относятся к переходной эфиопской расе. Говорят на языке гимирра (бенчо-омотский), который относится к кушитской группе семито-хамитских языков. Имеет диалекты, важнейшие из которых гимирра (бенчо), миеру, шако, иногда определяются как отдельные языки.

## Религия
Большая часть придерживается традиционных культов, имеются христиане-монофизиты.

## История
В Средние века имели феодальные княжества, в XVII веке вошедшие в состав царства Каффа, а в конце XIX века — Эфиопской империи.

## Быт
Большинство — крестьяне, организованные в сельские ассоциации, занимаются ручным земледелием, выращивая просо, сорго, бесплодный банан-энсет и другие культуры. Маджи сооружают искусственные террасы. Материальная культура — общеэфиопского типа. Прослеживается культурное влияние каффа (гонга) и амхара. Усиливается этническая консолидация групп гимирра.